# Arvīds Jurgens
Arvīds Jurgens (ur. 27 maja 1905 w Rydze, zm. 17 grudnia 1955 w Montrealu) – łotewski piłkarz, hokeista, koszykarz oraz gracz bandy. Reprezentował Łotwę w każdym z tych sportów. Był także sędzią piłkarskim.
Swoją karierę sportową Jurgens rozpoczął w klubie piłkarskim JKS Riga w 1921. Został powołany do kadry narodowej na Igrzyska Olimpijskie w Paryżu w 1924. Był jednym z inicjatorów założenia łotewskiego klubu piłkarskiego Riga Vanderer.
W sezonie 1928/1929 grał jako piłkarz w Austrii Wiedeń.
Jako hokeista występował w barwach klubu ASK Ryga (1931–1937). Uczestniczył w Zimowych Igrzyskach Olimpijskich 1936 w Garmisch-Partenkirchen.
Po II wojnie światowej i włączeniu terytorium Łotwy do ZSRR wyjechał do Niemiec, a później do Kanady.